# Marlon Moraes
Marlon Luiz Moraes (Nova Friburgo, Brasil; 26 de abril de 1988) es un artista marcial mixto brasileño que compite en la categoría de peso gallo. Fue el excampeón inaugural de peso gallo de WSOF.

## Carrera en artes marciales mixtas

### Ultimate Fighting Championship
En abril de 2017, se anunció que Moraes había firmado con el UFC. Hizo su debut contra Raphael Assunção en UFC 212 el 3 de junio de 2017. Perdió la pelea por decisión dividida.
Moraes se enfrentó a John Dodson el 11 de noviembre de 2017 en UFC Fight Night 120. Ganó la pelea por decisión dividida.
Moraes hizo un rápido regreso al octágono para reemplazar a Rani Yahya contra Aljamain Sterling en UFC Fight Night: Swanson vs. Ortega el 9 de diciembre de 2017. Ganó la pelea por nocaut en la primera ronda. Tras la victoria, Moraes recibió el premio a la Actuación de la Noche.
Moraes se enfrentó a Jimmie Rivera el 1 de junio de 2018 en UFC Fight Night 131. Ganó la pelea por nocaut en el primer asalto tras una patada a la cabeza y golpes en solo 33 segundos. Esta victoria le valió su segundo premio por la Actuación de la Noche.
Moraes se enfrentó a Raphael Assunção en una revancha el 2 de febrero de 2019 en el evento principal en UFC Fight Night 144. Su primera pelea terminó en una derrota por decisión dividida para Moraes en UFC 212 el 3 de junio de 2017. Moraes ganó la revancha en la primera ronda por sumisión. Tras el combate, recibió el premio a la Actuación de la Noche.
Moraes se enfrentó a Henry Cejudo el 8 de junio de 2019 en UFC 238 por el vacante Campeonato de Peso Gallo de la UFC. Perdió el combate por nocaut técnico en el tercer asalto.
Moraes se enfrentó al ex Campeón de Peso Pluma de la UFC José Aldo en UFC 245 el 14 de diciembre de 2019. Ganó el combate por decisión dividida.
Moraes se enfrentó a Cory Sandhagen el 11 de octubre de 2020 en UFC Fight Night: Moraes vs. Sandhagen. Perdió el combate por nocaut técnico en el segundo asalto.
Moraes se enfrentó a Rob Font el 19 de diciembre de 2020 en UFC Fight Night: Thompson vs. Neal. Perdió el combate por nocaut técnico en el primer asalto.
Moraes se enfrentó a Merab Dvalishvili el 25 de septiembre de 2021 en UFC 266. Perdió el combate por nocaut técnico en el segundo asalto.
Moraes se enfrentó a Song Yadong el 12 de marzo de 2022 en UFC Fight Night 203. Perdió el combate por KO en el primer asalto.

### Professional Fighters League
Menos de 6 meses después de anunciar su retiro, Moraes anunció que firmaría con la PFL para el torneo de peso pluma de 2023.
Moraes tenía previsto debutar en la PFL contra Shane Burgos el 25 de noviembre de 2022 en la PFL 10. Sin embargo, Burgos se retiró de la pelea debido a una lesión. Fue reemplazado por Sheymon Moraes. Perdió la pelea en el tercer asalto por nocaut técnico.
Moraes comenzó la temporada 2023 contra Brendan Loughnane el 1 de abril de 2023 en PFL 1. Perdió la pelea en el segundo asalto, después de que una lluvia de patadas en las piernas lo dejara incapacitado para seguir peleando.
Moraes tenía previsto enfrentarse a Alejandro Flores el 8 de junio de 2023 en PFL 4. Después de que Flores no pasara una prueba antidopaje y fuera retirado de la temporada, fue reemplazado por Gabriel Braga. Moraes perdió el combate por nocaut técnico en el primer asalto. Anunció su retiro durante la entrevista posterior a la pelea.

### Global Fight League
El 11 de diciembre de 2024, se anunció que Moraes firmó con Global Fight League (GFL). Moraes saldrá del retiro para enfrentar al ex retador al Campeonato de Peso Mosca de UFC Ray Borg en el evento inaugural de GFL el 24 de mayo de 2025 en GFL 1.

## Campeonatos y logros

### Artes marciales mixtas
- Ultimate Fighting Championship
  - Actuación de la Noche (tres veces)

- World Series of Fighting
  - Campeón de peso gallo de WSOF (una vez)
  - KO del año 2013
  - Mayor número de defensas consecutivas (5)
  - Mayor número de victorias en peleas titulares (6)
  - Más victorias (11)
  - Invicto (11-0)

## Récord en artes marciales mixtas
| Resultado | Récord  | Oponente               | Método                                          | Evento                                 | Fecha                    | Ronda | Tiempo | Localización              | Notas                                               |
| --------- | ------- | ---------------------- | ----------------------------------------------- | -------------------------------------- | ------------------------ | ----- | ------ | ------------------------- | --------------------------------------------------- |
| Derrota   | 23-10-1 | Song Yadong            | KO (puñetazos)                                  | UFC Fight Night 203                    | 12 de marzo de 2022      | 1     | 2:06   | Las Vegas, Nevada         |                                                     |
| Derrota   | 23–9–1  | Merab Dvalishvili      | TKO (puñetazos)                                 | UFC 266                                | 25 de septiembre de 2021 | 2     | 4:25   | Las Vegas, Nevada         |                                                     |
| Derrota   | 23–8–1  | Rob Font               | TKO (puñetazos)                                 | UFC Fight Night: Thompson vs. Neal     | 19 de diciembre de 2020  | 1     | 3:47   | Las Vegas, Nevada         |                                                     |
| Derrota   | 23–7–1  | Cory Sandhagen         | TKO (patada giratoria en la cabeza y puñetazos) | UFC Fight Night: Moraes vs. Sandhagen  | 10 de octubre de 2020    | 2     | 1:03   | Abu Dabi                  |                                                     |
| Victoria  | 23–6–1  | José Aldo              | Decisión (dividida)                             | UFC 245                                | 14 de diciembre de 2019  | 3     | 5:00   | Paradise, Nevada          |                                                     |
| Derrota   | 22–6–1  | Henry Cejudo           | TKO (puñetazos)                                 | UFC 238                                | 8 de junio de 2019       | 3     | 4:51   | Chicago, Illinois         | Por el Campeonato vacante de Peso Gallo de UFC.     |
| Victoria  | 22–5–1  | Raphael Assunção       | Sumisión (estrangulamiento por guillotina)      | UFC Fight Night: Assunção vs. Moraes 2 | 2 de febrero de 2019     | 1     | 3:17   | Fortaleza                 | Actuación de la Noche.                              |
| Victoria  | 21–5–1  | Jimmie Rivera          | TKO (patada en la cabeza y puñetazos)           | UFC Fight Night: Rivera vs. Moraes     | 1 de junio de 2018       | 1     | 0:33   | Utica, Nueva York         | Actuación de la Noche.                              |
| Victoria  | 20–5–1  | Aljamain Sterling      | KO (rodillazo)                                  | UFC Fight Night: Swanson vs. Ortega    | 9 de diciembre de 2017   | 1     | 1:07   | Fresno, California        | Actuación de la Noche.                              |
| Victoria  | 19–5–1  | John Dodson            | Decisión (dividida)                             | UFC Fight Night: Poirier vs. Pettis    | 11 de noviembre de 2017  | 3     | 5:00   | Norfolk, Virginia         |                                                     |
| Derrota   | 18–5–1  | Raphael Assunção       | Decisión (dividida)                             | UFC 212                                | 3 de junio de 2017       | 3     | 5:00   | Río de Janeiro            | Debut en UFC.                                       |
| Victoria  | 18–4–1  | Josenaldo Silva        | TKO (lesión en la rodilla)                      | WSOF 34                                | 31 de diciembre de 2016  | 1     | 2:30   | New York City, New York   |                                                     |
| Victoria  | 17–4–1  | Josh Hill              | KO (patada en la cabeza y puñetazos)            | WSOF 32                                | 30 de julio de 2016      | 2     | 0:38   | Everett, Washington       | Defendió el campeonato de peso gallo de WSOF.       |
| Victoria  | 16–4–1  | Joseph Barajas         | TKO (patadas)                                   | WSOF 28                                | 20 de febrero de 2016    | 1     | 1:13   | Garden Grove, California  | Defendió el campeonato de peso gallo de WSOF.       |
| Victoria  | 15–4–1  | Sheymon Moraes         | Sumisión (estrangulamiento por detrás)          | WSOF 22                                | 1 de agosto de 2015      | 3     | 3:46   | Las Vegas, Nevada         | Defendió el campeonato de peso gallo de WSOF.       |
| Victoria  | 14–4–1  | Josh Hill              | Decisión (unánime)                              | WSOF 18                                | 12 de febrero de 2015    | 5     | 5:00   | Edmonton                  | Defendió el campeonato de peso gallo de WSOF.       |
| Victoria  | 13–4–1  | Cody Bollinger         | Sumisión (estrangulamiento por detrás)          | WSOF 13                                | 13 de septiembre de 2014 | 2     | 1:35   | Bethlehem, Pensilvania    | Pelea en 140 libras. Bollinger perdió peso (147).   |
| Victoria  | 12–4–1  | Josh Rettinghouse      | Decisión (unánime)                              | WSOF 9                                 | 29 de marzo de 2014      | 5     | 5:00   | Las Vegas, Nevada         | Ganó el campeonato inaugural de peso gallo de WSOF. |
| Victoria  | 11–4–1  | Carson Beebe           | KO (puñetazos)                                  | WSOF 6                                 | 26 de octubre de 2013    | 1     | 0:32   | Coral Gables, Florida     |                                                     |
| Victoria  | 10–4–1  | Brandon Hempleman      | Decisión (unánime)                              | WSOF 4                                 | 10 de agosto de 2013     | 3     | 5:00   | Ontario, California       |                                                     |
| Victoria  | 9–4–1   | Tyson Nam              | KO (patada en la cabeza y puñetazos)            | WSOF 2                                 | 23 de marzo de 2013      | 1     | 2:55   | Atlantic City, New Jersey |                                                     |
| Victoria  | 8–4–1   | Miguel Torres          | Decisión (dividida)                             | WSOF 1                                 | 12 de noviembre de 2012  | 3     | 5:00   | Las Vegas, Nevada         |                                                     |
| Victoria  | 7–4–1   | Jarrod Card            | KO (puñetazo)                                   | XFC 17: Apocalypse                     | 13 de abril de 2012      | 1     | 0:47   | Jackson, Tennessee        | Debut en el peso gallo.                             |
| Victoria  | 6–4–1   | Chris Manuel           | Decisión (unánime)                              | XFC 15: Tribute                        | 2 de diciembre de 2011   | 3     | 5:00   | Tampa, Florida            |                                                     |
| Derrota   | 5–4–1   | Deividas Taurosevičius | Sumisión (estrangulamiento del brazo)           | Ring of Combat 38                      | 18 de noviembre de 2011  | 1     | 2:34   | Atlantic City, New Jersey | Por el título de peso pluma de Ring of Combat.      |
| Derrota   | 5–3–1   | Ralph Acosta           | Sumisión (estrangulamiento por detrás)          | World Extreme Fighting 46              | 22 de abril de 2011      | 2     | 3:03   | Orlando, Florida          |                                                     |
| Victoria  | 5–2–1   | Ryan Bixler            | Sumisión (americana)                            | RMMA 20: Clash at the Casino           | 8 de abril de 2011       | 1     | 1:44   | Nueva Orleans, Luisiana   |                                                     |
| Victoria  | 4–2–1   | Nicolas Joannes        | Sumisión (estrangulamiento por detrás)          | Shoot & Sprawl 2                       | 2 de octubre de 2010     | 1     | 3:49   | Northamptonshire          |                                                     |
| Empate    | 3–2–1   | Sandro China           | Empate (unánime)                                | Dojo Combat 1                          | 17 de abril de 2010      | 3     | 5:00   | Juiz de Fora              |                                                     |
| Victoria  | 3–2     | Andre Rouberte         | TKO (puñetazos)                                 | Shooto: Brazil 10                      | 17 de enero de 2009      | 1     | 3:35   | Río de Janeiro            |                                                     |
| Derrota   | 2–2     | Zeilton Rodrigues      | TKO (puñetazos)                                 | Shooto: Brazil 7                       | 28 de junio de 2008      | 2     | 1:45   | Río de Janeiro            |                                                     |
| Derrota   | 2–1     | Alexandre Pinheiro     | TKO (puñetazos)                                 | Shooto: Brazil 6                       | 18 de abril de 2008      | 1     | 2:58   | Río de Janeiro            |                                                     |
| Victoria  | 2–0     | Jose Lucas de Melo     | TKO (puñetazos)                                 | MMA Sports Combat 2                    | 15 de marzo de 2008      | 1     | N/A    | Rio das Ostras            |                                                     |
| Victoria  | 1–0     | Bruno Santana          | Sumisión (estrangulamiento por detrás)          | Desafío: Brazil Fight Center 2         | 14 de abril de 2007      | 1     | N/A    | Río de Janeiro            |                                                     |